# 파블로 피아티
파블로 다니엘 피아티(Pablo Daniel Piatti, 1989년 3월 31일 우카차 ~)는 아르헨티나의 축구 선수로, 현재 라리가의 엘체 CF 소속이다.
그는 주로 왼쪽 윙어로 기용되지만, 그는 세컨드 스트라이커나 공격수로 기용될 수 있다.

## 클럽 경력

### 에스투디안테스
에스투디안테스 라 플라타의 유스 출신으로, 피아티는 불과 17세의 나이에, 디에고 시메오네 감독으로부터 2006년 11월 18일에 뉴얼스 올드 보이스전에 처음으로 성인팀 기회를 주었다. 그는 인저리 타임에 결승골을 득점하였고 (2-1), 그는 에스투디안테스의 우승 주역 중 하나가 되었다.
피아티는 2007년 클라우수라에 호세 루이스 칼데론, 후안 세바스티안 베론, 그리고 호세 에르네스토 소사와 더불어 베스트 11에 포함되었다.

### UD 알메리아
에스투디안테스에서의 2년간 모든 대회를 통틀어 60경기에 출장한 후, 그는 스페인의 UD 알메리아에 비공개 이적료로 매각되었다. 그는 처음에 논란의 여지가 없는 주전으로, 레알 마드리드 CF와의 홈경기에서 1-1 골을 넣었지만, 그는 시즌 중반에 우고 산체스가 새 감독으로 내정됨에 따라 어려움을 겪었다.
2009-10 시즌, 동료 스트라이커 알바로 네그레도가 팀을 떠남에 따라, 피아티는 골을 넣는 데에 더 많이 사용되었으며, 35경기에 출장하여 7득점을 기록하였다. 이는 팀내 득점 공동 2위였고, 알메리아는 13위로 시즌을 마감하였다. 2009년 9월 23일, 그는 아틀레티코 마드리드 전에서 선제골과 2-2 동점골을 모두 기록하였으며, 시즌 후반의 아틀레티코전에서는 교체 출장하여 막판 1-0 결승골을 기록하였다.

### 발렌시아 CF
2011년 7월 5일, UD 알메리아는 발렌시아 CF와 피아티의 이적에 관하여 합의하였고, €7,5M의 이적료에 피아티는 5년 계약을 맺었다.

## 국가대표 경력
그는 에스투디안테스 라 플라타에서 데뷔를 치른 지 얼마 지나지 않아, 그는 캐나다에서 열리는 2007년 FIFA U-20 월드컵을 위해 아르헨티나 U-20 국가대표팀에 차출되었다. 그는 팀 내 최연소 선수로, 그는 아르헨티나의 7경기 중 6경기에 출장하였다.
2011년 6월 5일, 세르히오 바티스타 감독의 부름을 받아 피아티는 시니어팀 데비전을 치렀다. 상대는 폴란드였고, 팀은 1-2로 패하였다.

## 수상
에스투디안테스
- 2006년 아페르투라

국가대표팀
- FIFA U-20 월드컵: 2007